# Calanthe rosea
Calanthe rosea là một loài thực vật có hoa trong họ Lan. Loài này được (Lindl.) Benth. mô tả khoa học đầu tiên năm 1880.

## Hình ảnh

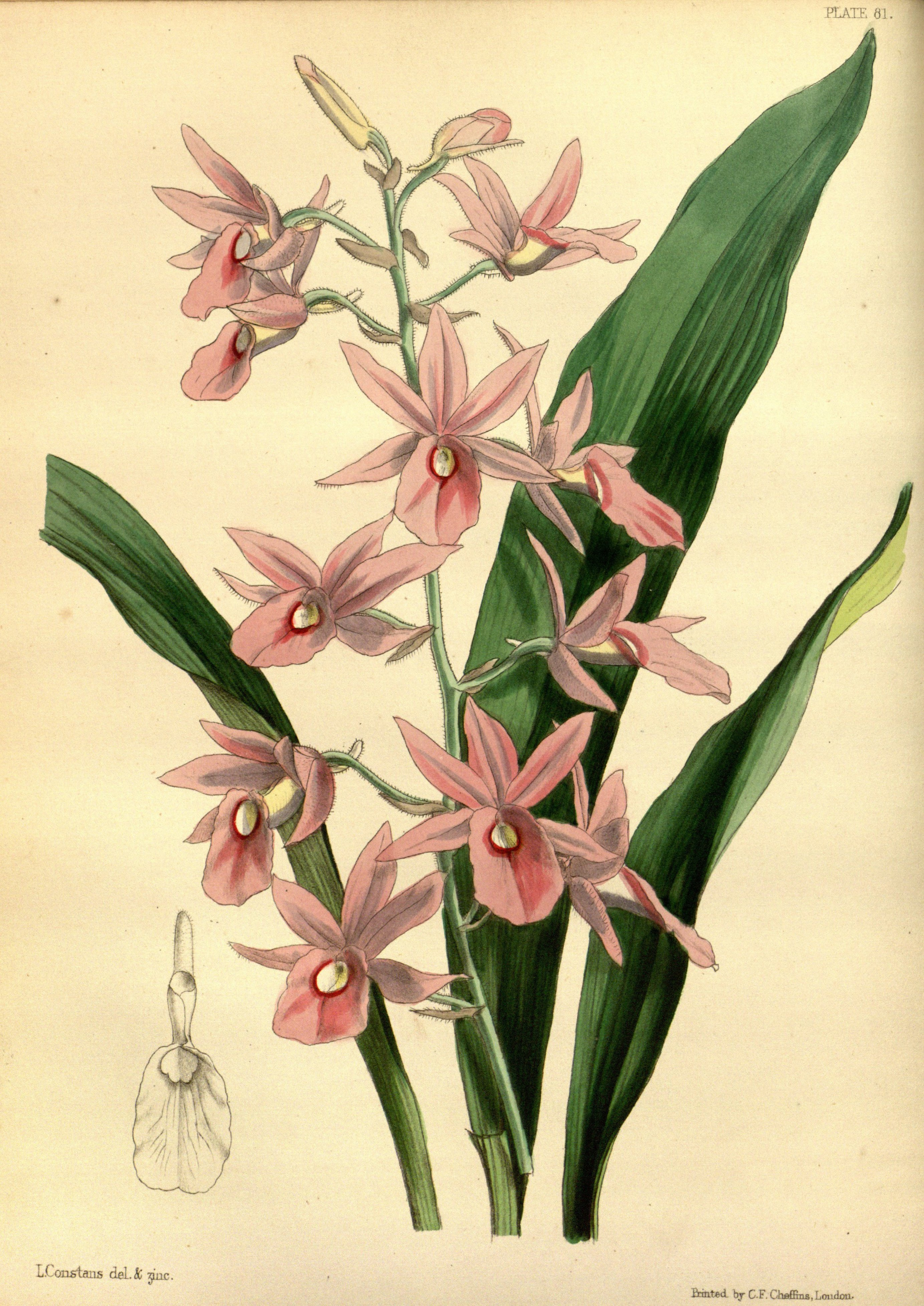